# Брун II фон Ферден
Брун II фон Ферден (Бруно) (на немски: Brun II von Walbeck; Bruno, Bischof von Verden; * ок. 980; † 21 август 1049) от фамилията на графовете на Валбек, е от 1034 до смъртта си 1049 г. епископ на Ферден.

## Произход и управление
Той е петият и най-малкият син на граф Зигфрид I фон Валбек († 15 март 990) и Кунигунда фон Щаде († 13 юли 997), дъщеря на граф Хайнрих I „Плешливи“ фон Щаде († 976). Брат е на епископите Титмар Мерзебургски и Зигфрид фон Мюнстер. Чрез майка си е ронина с Билунгите.
Брун е възпитаван в манастир Корвей и през 996 г. става монах. Там се запознава с Видукинд Корвейски. Той става абат на манастирите Берге при Магдебург и Нинбург (1025 – 1034). През 1034 г. е избран за епископ на Ферден. През неговото време Вендите нападат епископството. Брун е против архиепископ Адалбранд фон Бремен.